# Michael Aspinall
George Michael Aspinall  (* 31. Oktober 1939 in Stockport, Großbritannien) ist ein britischer Musikwissenschaftler und Parodist, der seit 1966 in Italien lebt.

## Leben
Aspinall studierte Gesang (Bariton) bei Antony Benskin in London sowie bei Vincenzo D’Alessandro und Adolfo Baruti in Rom. Als Fachmann für die Geschichte der Gesangskunst und speziell des Belcanto hat Aspinall zahlreiche Aufsätze und Monografien verfasst; so Arbeiten über Nellie Melba, Adelina Patti, Enrico Caruso und Francesco Tamagno, außerdem eine Studie über Verzierungen bei Rossini. Für Montserrat Caballé komponierte Aspinall unter anderem Kadenzen zu den Opern La donna del lago und Norma.
1972 sang Aspinall die Travestie-Rolle der Mamma Agata in Gaetano Donizettis Opera buffa Viva la Mamma! (Le convenienze ed inconvenienze teatrali), 1982 beim Maggio Musicale Fiorentino die Mutter Goose in Igor Strawinskis The Rake’s Progress.
Bekannt wurde Aspinall seit den 1970er- und 1980er-Jahren durch seine Opernparodien (zum Beispiel La traviata,  Tosca, La Gioconda und von Schubert-Liedern), bei denen er den Sopran-Part im Falsett sang. In seinen Konzerten trat er meist im klassischen Konzertkostüm einer Operndiva auf.
Während die New York Times in Aspinall eine Mischung aus Margaret Dumont (im Marx Brothers Film A Night at the Opera) und Florence Foster Jenkins sah, stellte Sänger-Experte Jürgen Kesting bei Aspinall die große Versiertheit in der Gesangskunst des Belcanto heraus, die weit über den parodistischen Klamauk hinausgeht. Kesting zufolge zeigt Aspinall „… mit jedem Beispiel, was eigentlich gemeint ist. Der weiß ja, wie man einen Bogen 'timen', einen Triller bilden, ein Rubato anwenden muss. Der kann ja singen! Der zeigt ja in der Parodie sowohl, was die Diven gekonnt, als auch was die Soprane im Verismo für Übertreibungen sich leisten. […] Da wirkt in der Parodie noch eine Klangphantasie, eine technische Versiertheit, die so manchem großen Sänger fehlt, so manchen auszeichnen würde.“

## Diskografie
Es gibt von Michael Aspinall zwei Vinyl-LPs, die 1978 bei DECCA erschienene enthält Parodien u. a. auf Verdi, Puccini, Ponchielli und Schubert.
- 1972: Viva la Mamma!; Dirigent Mary Hill Voce 5, Vinyl
- 1978: Die Kunst der Koloratur; Michael Aspinall, Sopran, Courtney Kenny, Klavier; Decca, Vinyl